# Mafunzo FC
Der Mafunzo FC ist ein 1970 gegründeter sansibarischer Fußballverein. Er trägt seine Heimspiele im 15.000 Zuschauer fassenden Amman Stadium aus.
2005 konnte man erstmals den nationalen Pokal, die Copa Mapinduzi, gewinnen. Der Verein spielt in der heimischen Premier League. Während sie einige Spielzeiten immer im Mittelfeld der Liga aufhielten, entwickelte sich das Team stetig nach oben. 2009 gelang ihnen der erste Meistertitel, 2011 und 2015 folgten zwei weitere. Damit qualifizierten sie sich dreimal für die afrikanischen Wettbewerben, schieden dort aber bereits immer in der ersten Spielrunde aus.

## Statistik in den CAF-Wettbewerben
| Wettbewerb                | Runde    | Gegner                   | Hinspiel | Rückspiel |  |
| ------------------------- | -------- | ------------------------ | -------- | --------- |  |
|                           |          |                          |          |           |  |
| CAF Champions League 2010 | Vorrunde | Gunners FC               | 1:2 (H)  | 0:4 (A)   |  |
| CAF Champions League 2012 | Vorrunde | Liga Muçulmana de Maputo | 0:2 (H)  | 0:3 (A)   |  |
| CAF Champions League 2016 | Vorrunde | AS Vita Club             | 0:3 (H)  | 0:1 (A)   |  |